# Naváf kuvaiti emír
Naváf el-Ahmad el-Dzsábir Ál Szabáh (arabul: نواف الأحمد الجابر الصباح Nawāf al-ʾAḥmad al-Jābir aṣ-Ṣabāḥ, 1937. június 25. – 2023. december 16.) Kuvait emírje és 2020. szeptember 30-tól haláláig Kuvait haderejének a parancsnoka. Féltestvére, IV. Szabáh kuvaiti emír 2020. szeptember 29-én bekövetkezett halála után szállt rá a trón. Előtte 2006. február 7-én koronaherceggé választották.

## Gyerekkora és tanulmányai
Naváf el-Ahmad el-Dzsábir Ál Szabáh sejk 1937. június 25-én született. Kuvait 10. uralkodójának, Ahmad Al-Dzsábir Ál Szabáhnak a fia. Kuvait több iskolájában is tanult.

## Pályafutása
Naváf sejk a királyi család egyik legtekintélyesebb tagja, aki 58 éve alatt több pozícióban is országa érdekeit képviselte. 1962. február 21. és 1978. március 19. Között Havalli kormányzóság kormányzója volt. Ezután 1978-tól belügyminiszterként tevékenykedett. Ezt a posztot 1988. január 26-án a védelmi miniszterivel cserélte le. Miután az öbölháború és az iraki megszállás után az ország ismét független lett, 1991. április 20. és  1992. október 17. között ő volt az átmeneti munkaügyi és szociális miniszter.
1994. október 16. és 2003 között ő volt a Kuvaiti Nemzeti Gárda parancsnoka. Ez évben Naváf sejk lemondott belügyminiszteri posztjáról egy 2003 októberi emíri döntéssel, és ezután a kuvaiti kormány miniszterelnök helyettese lett. Ugyanakkor megkapta a belügyi tárcát is. Naváf sejk minden olyan megmozdulást támogatott, mely előrébb vitte az Öböl Menti Együttműködési Tanács és az arab országok egységét.
Sabah Al-Ahmad Al-Jaber Al-Sabahnak a kuvaiti vezetésbe történt bekerülése után Naváfból koronaherceg lett. Erre a január 29-i emíri rendelet értelmében február 7-i hatállyal került sor. Ez ellenkezett azzal a szokással, hogy az emír és a koronaherceg az uralkodó család két teljesen különálló ágából kerül ki.
Szabáh sejk 2020. szeptember 29-én meghalt, és a Nemzeti Tanács Naváfot az ország emírjévé választotta.

## Magánélete
Naváf sejk Sharifa Sulaiman Al-Jasem Al-Ghanimet, Sulaiman Al-Jasem Al-Ghanim lányát vette el. Négy fiuk és két lányuk született.

## Kitüntetések és díjak
- Spanyolország:
  -  a Polgári Érdemrend Nagy Lovagkeresztje (2008  május 23.)[20]
- Argentína:
  - A Felszabadító Szent Márton Rend Lovagi Nagykeresztje. (2011. augusztus 1.)[21]